# Artemide Zatti
Artemide Zatti (ur. 12 października 1880 w Boretto we Włoszech, zm. 15 marca 1951 w Viedma w Argentynie) – włoski pielęgniarz i farmaceuta, salezjanin (SDB), święty Kościoła rzymskokatolickiego.
W 1897 roku z powodu biedy wraz z rodziną wyjechał z Włoch do Argentyny. W wieku 20 lat zamieszkał w Casa di Bernal, gdzie rozpoczął naukę, a także powierzono mu opiekę nad księdzem chorym na gruźlicę, który jednak zmarł w 1902 roku. Potem również zachorował na gruźlicę, skierowano go do szpitala misyjnego w Viedma. Gdy wyzdrowiał, pracował w szpitalnej aptece. Wkrótce w 1908 roku złożył śluby zakonne, opiekował się z chorymi, a w 1913 roku był inspiratorem budowy szpitala, jednak go zburzono, i rozpoczął kolejną budowę szpitala.
Zmarł na raka w opinii świętości. Został pochowany w kaplicy salezjanów w Viedma.
Beatyfikował go papież Jan Paweł II w dniu 14 kwietnia 2002 roku. 9 kwietnia 2022 papież Franciszek podpisał dekret uznający cud za wstwiennictwem bł. Artemiusza Zattiego, co otwiera drogę do jego kanonizacji, a data jego wyniesienia została ogłoszona 27 sierpnia 2022 podczas konsystorza.
9 października 2022, podczas uroczystej mszy św. na placu świętego Piotra, papież Franciszek dokonał kanonizacji bł. Artemide Zatti i bł. Jana Chrzciciela Scalabriniego wpisując go w poczet świętych Kościoła katolickiego. 